# Metro Valencia

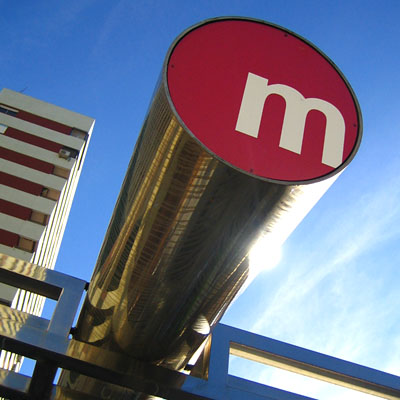
Das Logo der Metro Valencia

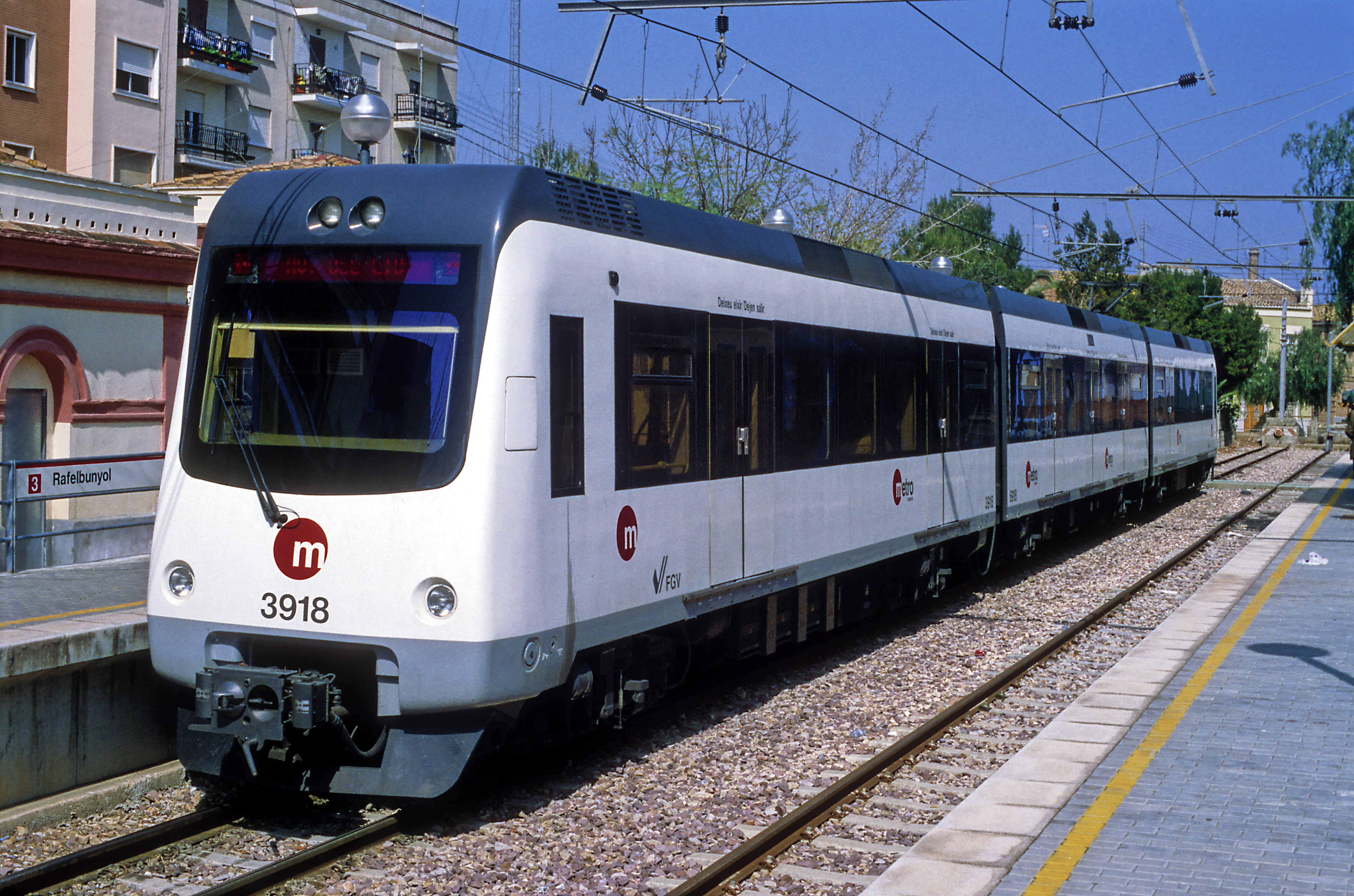
Ein Zug der Reihe 3900 auf der Linie 3 im Bf Rafelbunyol (1999)

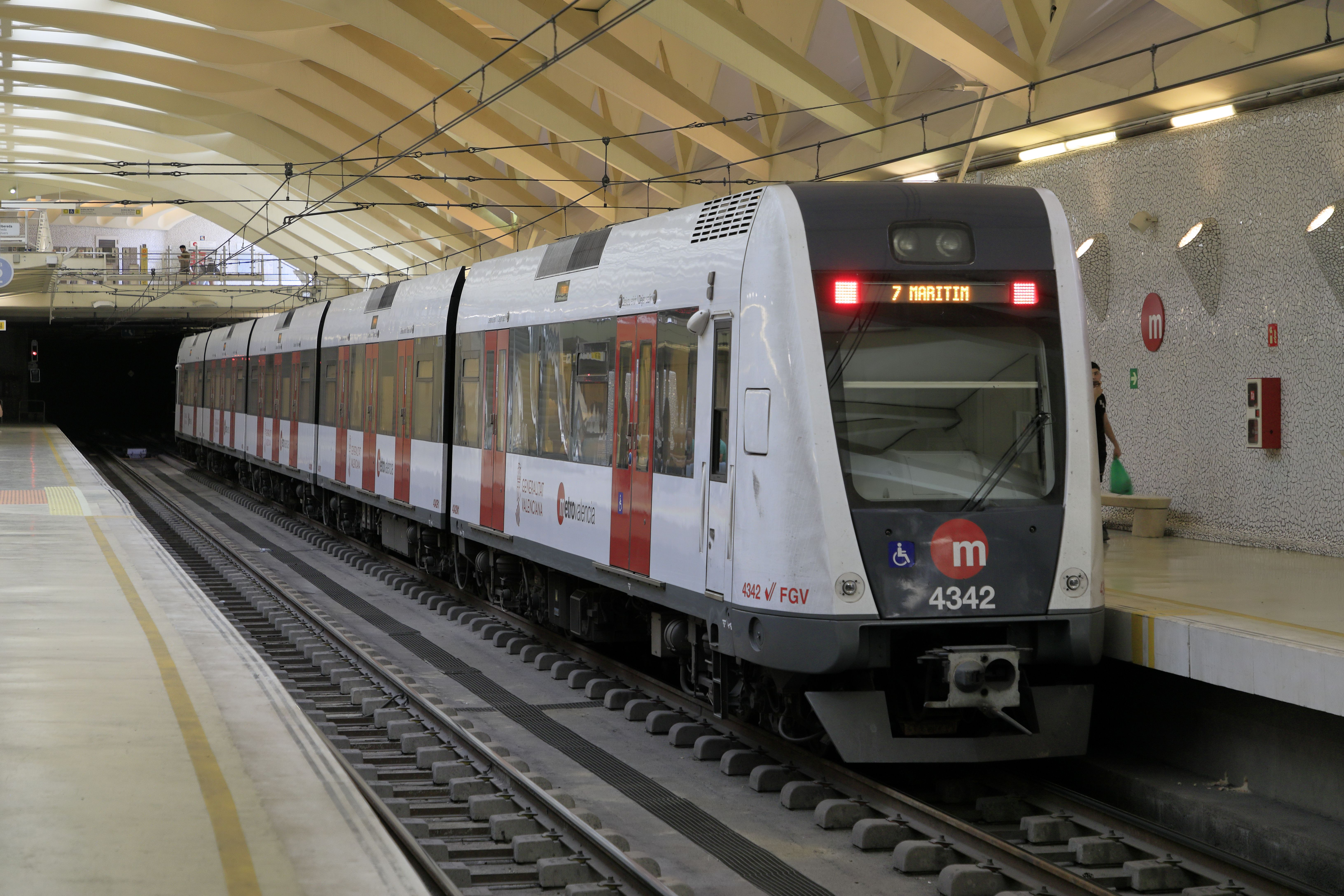
Ein Fünfwagenzug der Reihe 4300 auf der Linie 7 im Bf Alameda (2024)

Metro Valencia ist das U-Bahn- und Straßenbahn-Netz der spanischen Großstadt Valencia. Es entstand Ende der 1980er Jahre aus einem Zusammenschluss verschiedener Vorortstrecken (alle um die Jahrhundertwende eröffnet) und der Eröffnung einer verbindenden Tunnelstrecke. Das komplette System wird von der teilstaatlichen Ferrocarrils de la Generalitat Valenciana (FGV) betrieben.

## Strecken- und Liniennetz

Liniennetz (Stand: 31. Januar 2022)

Das Streckennetz umfasst zehn Linien, wobei die Linien 4, 6, 8 und 10 als Straßenbahn geführt werden. Sämtliche Strecken sind meterspurig. Im Gegensatz zur vom gleichen Unternehmen betriebenen Stadtbahn Alicante ist das Streckennetz in Valencia technisch geteilt, bei den Straßenbahnlinien werden Straßenbahnmaße für Radsätze und Gleis angewendet. Ein Wagenübergang zwischen den Teilnetzen ist damit nicht möglich. Auch die Fahrleitungsspannung unterscheidet sich, 1500 V Gleichspannung bei den von der FEVE übernommenen Vorort- und den U-Bahn-Strecken, 750 V bei der Straßenbahn.

## Geschichte

### Linie 1 (Bétera – Empalme – Torrent – Villanueva de Castellón)

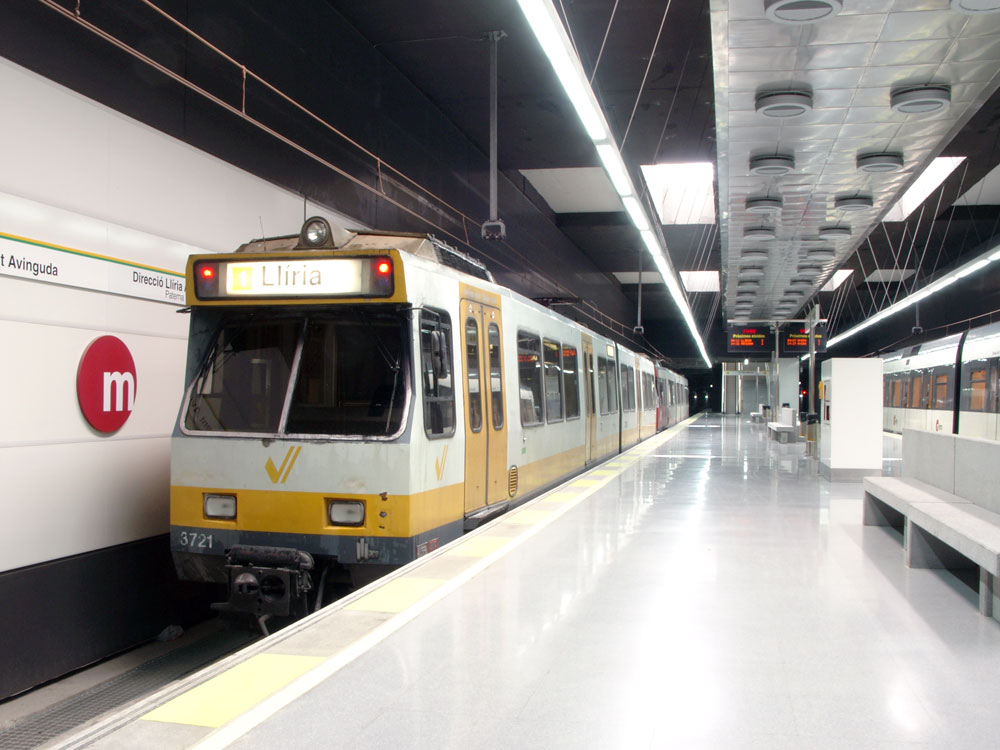
Zug der Linie 1 in Torrent Avinguda

Die Linie 1 war die erste Stadtbahn in Valencia, der Tunnelabschnitt wurde am 8. Oktober 1988 feierlich eröffnet.
Die Strecke lässt sich in drei Teile einteilen:
- Bétera–Empalme: Überlandbahnähnliche Strecke mit eingleisigen Abschnitten. Die Strecke Llíria–Empalme war vor 1998 Teil der nicht mehr bestehenden Linie 2
- Empalme–Torrent Avinguda: Metro im dichten Takt, komplett zweigleisig
- Torrent–Villanueva de Castellón: Eingleisige Überlandbahn

In der Innenstadt wird ein Takt bis zu 7,5 Minuten (am Wochenende 10 Minuten) gefahren, an den Außenästen ein unreiner Stundentakt.

### Linie 2 (Llíria – Empalme – Torrent – Torrent Avinguda)
Diese Linie wurde 2015 wieder eingerichtet, nachdem sie 1998 mit der Linie 1 verschmolzen worden war. Sie übernahm den westlichen Ast der Linie 1 (Llíria – Empalme). Die Strecke Empalme – Torrent – wird von beiden Linien befahren. Das Teilstück Jesús – Torrent mit insgesamt acht Haltestellen wird außerdem von der Linie 7 bedient.
Der Tunnel von Torrent nach Torrent Avinguda wurde im September 2004 eröffnet. Er bietet eine direkte Verbindung in das Zentrum der Stadt Torrent. Torrent Avinguda ist somit die südliche Endstation der Linien 2 und 7.

### Linie 3 (Aeroport – Rafelbunyol)

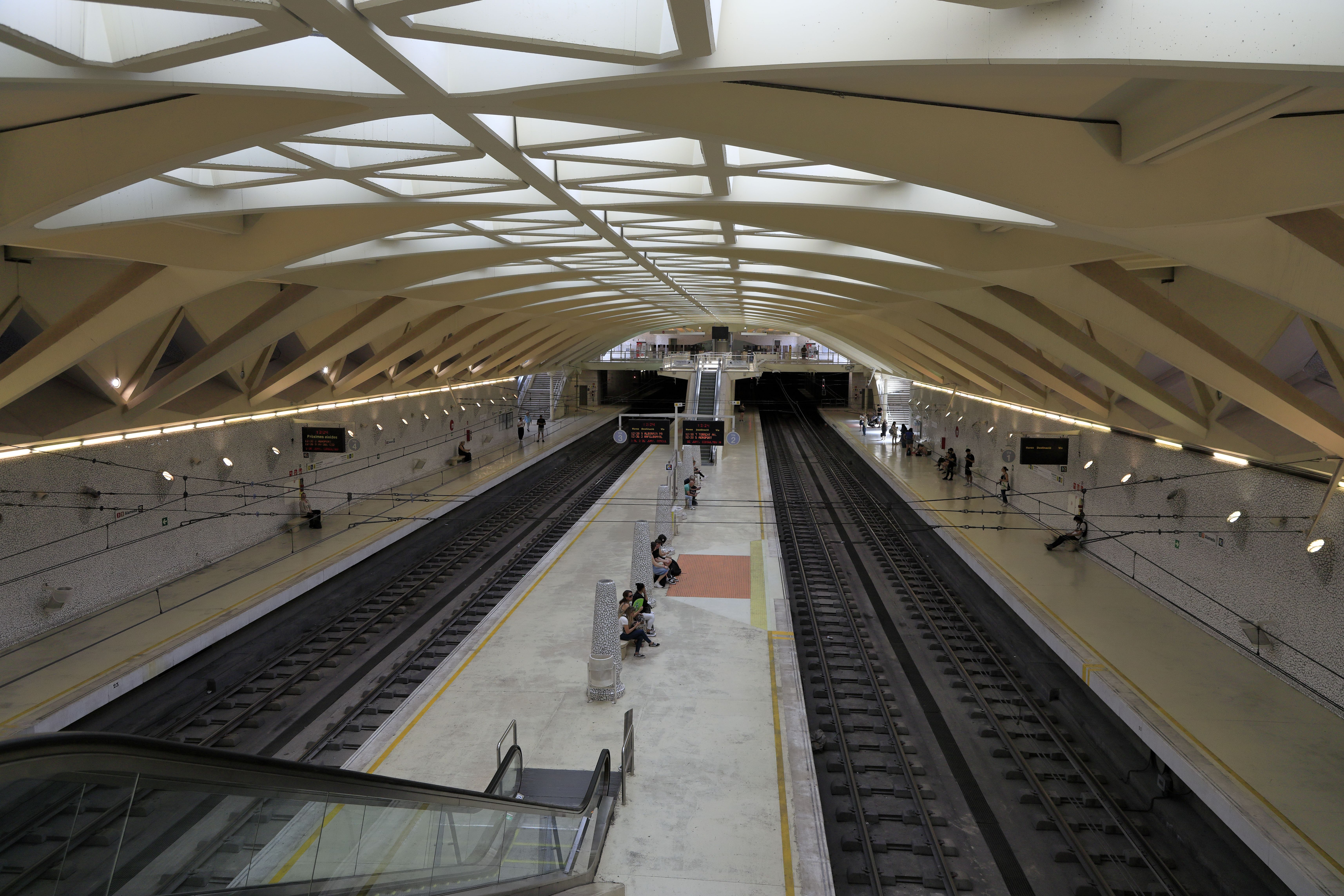
Bahnhof Alameda

Die Strecke nach Rafelbunyol war bis zur Eröffnung des ersten Teils des zweiten Innenstadttunnels 1995 eine der Überlandstrecken, die an der jetzigen Straßenbahnhaltestelle Pont de Fusta (wie auch alle anderen Strecken gen Norden) ihren Endpunkt hatte.
1995 wurde der erste Teil des neuen Innenstadttunnels, Palmaret–Alameda, eröffnet. Das Stationsbauwerk Alameda liegt dabei im ehemaligen Flussbett des in den sechziger Jahren nach einer Flutkatastrophe umgeleiteten Fluss Túria. Es wurde viergleisig ausgeführt und von dem bekannten Architekten Santiago Calatrava gestaltet.
Am 16. Mai 1998 wurde die Strecke zur Avenida del Cid erweitert, wobei sie hier durch eine Verbindungsstrecke vor der Station Xàtiva mit der Linie 1 verbunden wurde. In diesem Zwischenstück wurde 2005 die neue Station Bailén eröffnet, die einfache Umsteigemöglichkeiten zum Renfe-Bahnhof Valencia Norte bietet. Die Stationen sind hell und freundlich gestaltet, es kommt viel Glas und Marmor zum Einsatz.
Im Mai 2005 wurde die bis dahin von den Cercanías Valencia betriebene Strecke zwischen Quart de Poblet und Riba-Roja de Túria über den Flughafen Manises-Valencia geschlossen und anschließend auf Meterspur umgebaut und elektrifiziert. Im Stadtgebiet von Riba-Roja de Túria wurde die Strecke allerdings verkürzt, sie endet bereits am westlichen Stadtrand. Dazu wurde von Quart de Poblet zur existierenden Station Mislata-Almassil auf der damaligen Linie 3 (jetzt 5) ein Tunnel unter dem Fluss Turia gebaut.
Der Tunnel wurde im Jahre 2006 eröffnet, 2007 ging zusätzlich eine kurze Zweigstrecke vom Bahnhof Rosas zum Flughafen Manises-Valencia in Betrieb.
Seitdem verkehren die Züge der Linie 3 zum Flughafen. Die Strecke nach Riba-Roja de Túria wurde von der Linie 9 übernommen.

### Linie 4 (Mas del Rosari/Ll. Larga Terramelar/Feria Valencia – Empalme – Dr. Lluch)

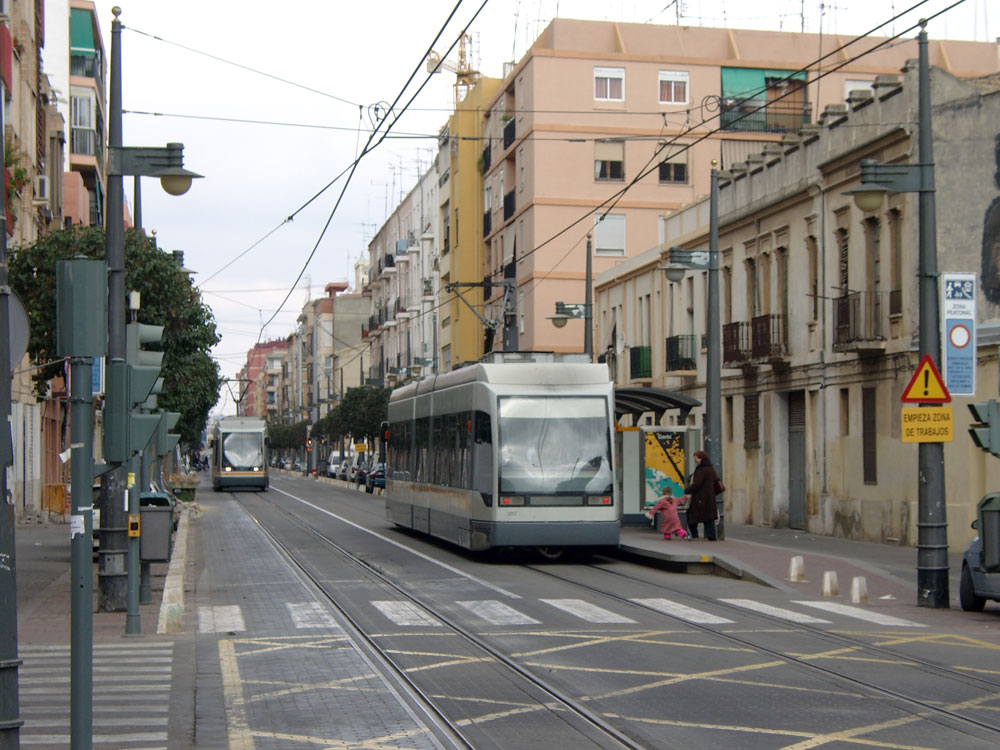
Straßenbahn

Die Linie 4 ist die erste, die nach Straßenbahnnormen realisiert wurde und keine Tunnelabschnitte aufweist.
Sie berührt als einzige noch den alten Vorortbahnhof Pont de Fusta, der komplett umgebaut wurde. Im Gegensatz zu den später eingerichteten Linien 6 und 8 wird sie mit Einrichtungswagen bedient, dafür bestehen mehrere Wendeschleifen.
Die Linie erschließt den Nordosten der Stadt und bindet insbesondere die Universitäten an. Ihre östliche Endstation liegt an einem der Strände.

### Linie 5 (Aeroport – Maritim-Serreria)
Für den Abschnitt Torrent Avinguda – Bailén siehe Linie 1. Für den Abschnitt Aeroport – Alameda siehe Linie 3. 
Der Ast von Alameda nach Ayora mit drei Stationen wurde erst 2003 eröffnet. Die Stationen sind sehr modern gehalten.
Im Innenstadtbereich existieren zwei Äste, die jeweils die Linie 1 bzw. Linie 3 verstärken. Letzterer verbindet – wie die Linie 3 – den Flughafen mit der Innenstadt. Ursprünglich war geplant, die Züge der Linie 5 ab Aeroport nach Riba-roja de Túria zu verlängern, schließlich wurde auf dieser Zweigstrecke die neugeschaffene Linie 9 eingesetzt.
Die Station Xàtiva liegt am zentralen Bahnhof Valencia Norte, von dem aus auch die S-Bahn-Züge der Cercanías Valencia unterwegs sind.
Zur Verlängerung am östlichen Ende ab der Station Maritím siehe Linie 8.

### Linie 6 (Tossal del Rei – Marítim Serrería)
Der erste Teil der nach Straßenbahnnormen gebauten Linie 6 wurde am 27. September 2007 eingeweiht. Er verbindet das Stadion von UD Levante mit der Innenstadt, kreuzt die Metrolinien 3 und 9 an der Station Benimaclet, verläuft an den Universitäten vorbei Richtung Meer und endet im Hafengebiet. Dort besteht Umstiegsmöglichkeit zu den Metrolinien 5 und 7 und zur Straßenbahnlinie 8. Geplant ist, die Linie später ringförmig verlaufen zu lassen. Zwischen Primat Reig und der Schleife im Südosten verkehren die Fahrzeuge der Linien 4 und 6 auf den gleichen Gleisen.
Im Augenblick (Stand 2018) werden mit der Linie 6 folgende Haltestellen bedient:
- Tossal del Rei
- Sant Miquel dels Reis
- Estadi del Llevant
- Orriols
- Alfauir
- Primat Reig
- Benimaclet
- Vicent Zaragozà
- Universitat Politècnica
- La Carrasca
- Tarongers
- Serreria
- La Cadena

Schleife: (Richtung Marítim Serrería)
- Eugenia Viñes
- Les Arenes

Schleife: (Richtung Tossal del Rei)
- Dr. Lluch
- La Marina

Weiter nach der Schleife Richtung Marítim Serrería 
- Mediterrani
- Grau-Canyamelar
- Francisco Cubells
- Marítim Serrería

### Linie 7 (Marítim-Serreria – Torrent Avinguda)
Diese Linie entstand 2015 aus zwei Ästen der Linie 5. Sie verbindet die Station Marítim-Serreria, die Endstation der vier Linien 5, 6, 7 und 8 mit Torrent Avinguda, welche zugleich Endstation der Linie 2 ist. Dabei benützt sie den Tunnel von Bailén. Bailén ist die einzige Station, die die Linie 7 nicht mit anderen Linien teilt.

### Linie 8 (Marítim – Neptú)
Diese Linie wurde 2015 am östlichen Endpunkt der Metrolinie 5 eingerichtet und schafft als Straßenbahn eine Verbindung zum – für den America’s Cup neu gebauten – Hafen. Die Linie hat nur vier Haltestellen, von denen drei auch von der Linie 6 bedient werden.

### Linie 9 (Alboraya Peris Aragó – Riba-roja de Túria)
Am 6. März 2015 wurde die 9,4 Kilometer lange Zweigstrecke der Flughafenlinie 3 bis Riba-roja mit vier Stationen in Betrieb genommen. Bedient wird sie von der neuen Linie 9, welche die Linie 3 zwischen Alboraya-Peris Aragó und Rosas verstärkt.

### Linie 10 (Alacant – Nazaret)
Die Linie 10 (früher T2 genannt) wurde am 17. Mai 2022 eingeweiht und hat eine Gesamtlänge von 5,32 Kilometern. Sie führt von der Calle Alicante am Bahnhof Valencia Norte bis zum Stadtteil Natzaret und verfügt über acht Stationen. Die Strecke verläuft in einem 2,35 Kilometer langen Tunnel mit drei Stationen (Alicante, Russafa und Amado Granell-Montolivet) sowie oberirdisch auf 2,97 Kilometern mit fünf Haltestellen (Quatre Carreres, Ciudad de las Artes y las Ciencias, Oceanogràfic, Moreras und Nazaret). Eine Verbindung zum restlichen Streckennetz besteht noch nicht, weshalb nahe dem Linienende eine provisorische Werkstatt für die sieben eingesetzten Fahrzeuge der Serie 4200 errichtet wurde. Diese – je nach Tageszeit und Streckenabschnitt – alle 5 bis 20 Minuten. Während im Stadtzentrum ein Fußgänger-Verbindungstunnel die Umsteigesituation zur Metrostationen Bailén (Linie 7) erleichtert und ein weiterer zur Station Xátiva (Linien 3, 5, 9) gebaut werden soll, ist am anderen Ende eine küstennahe Verlängerung nach Norden (drei neue Haltestellen) bis zur Verbindung mit dem bestehenden Straßenbahnnetz nahe der Haltestelle Grau – La Marina der Linien 6 und 8 geplant.

## Fahrzeuge

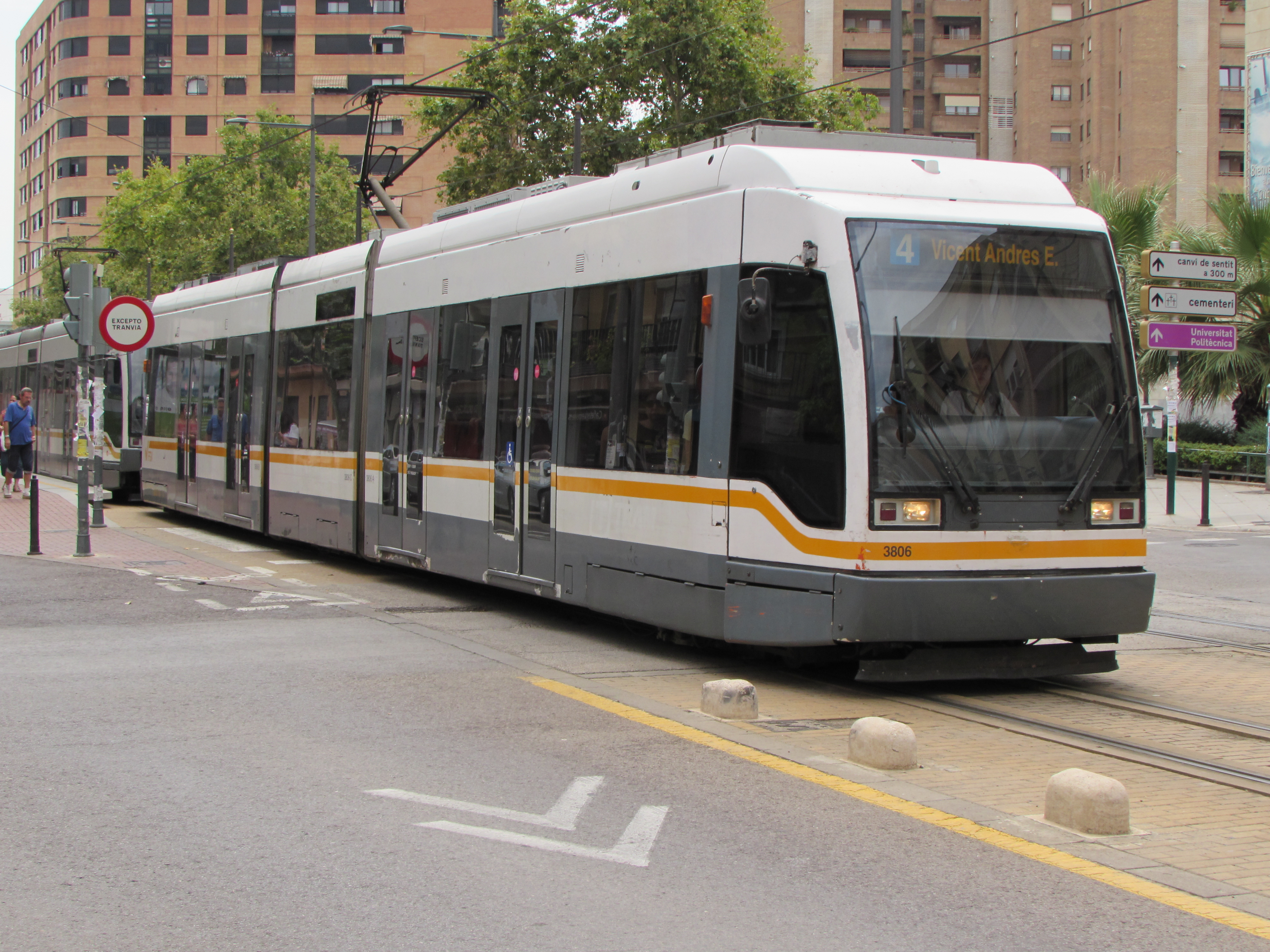
Wagen 3806
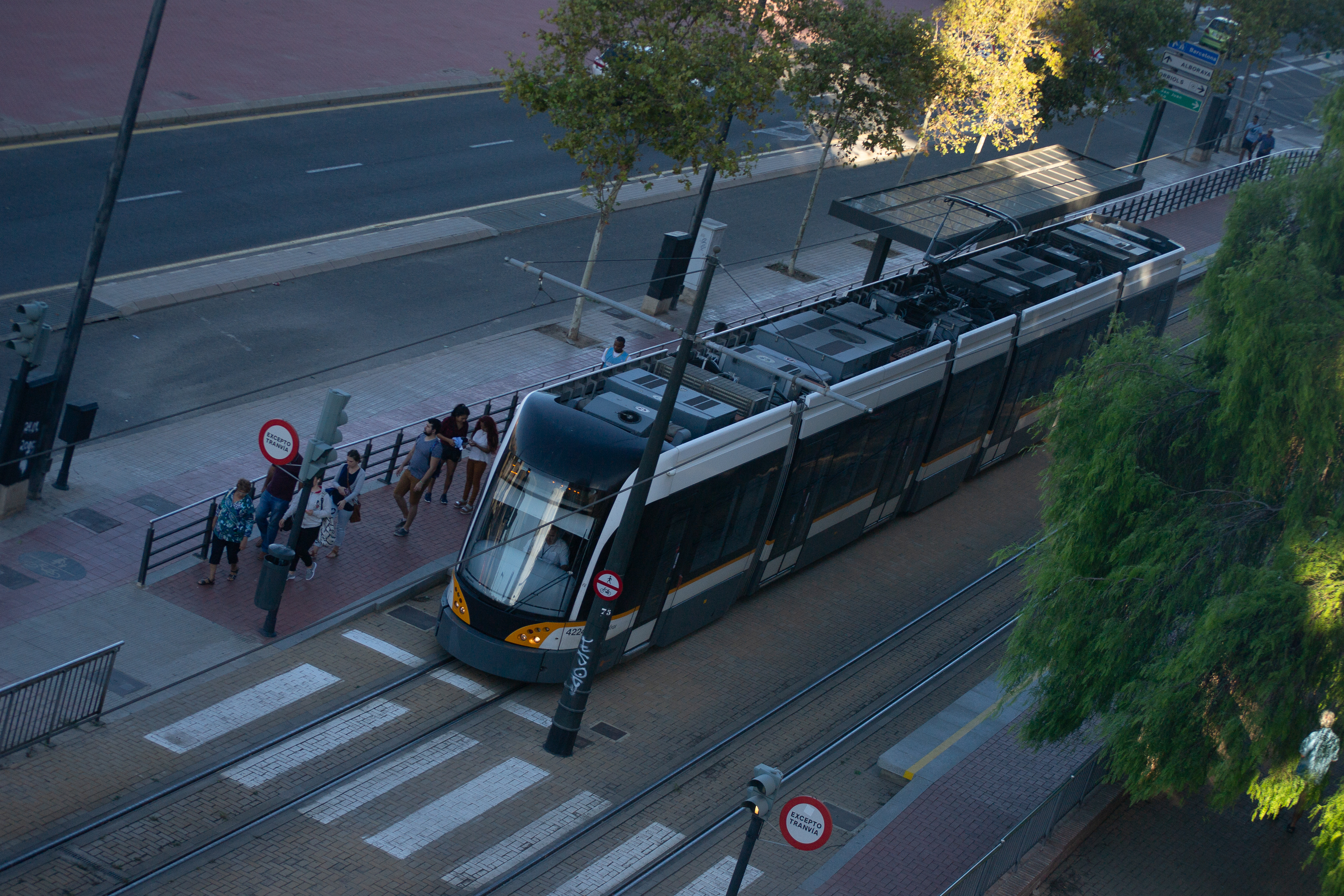
Wagen 4224 an der Haltestelle Sant Miquel dels Reis
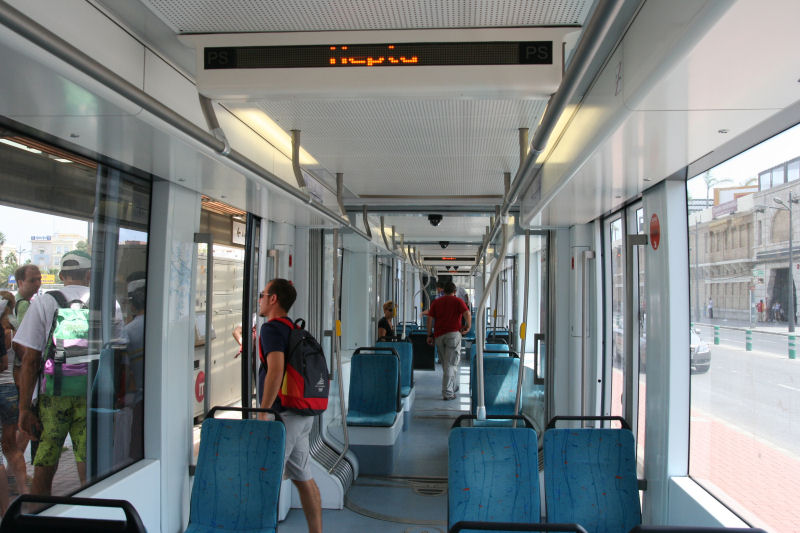
Innenansicht Serie 4200
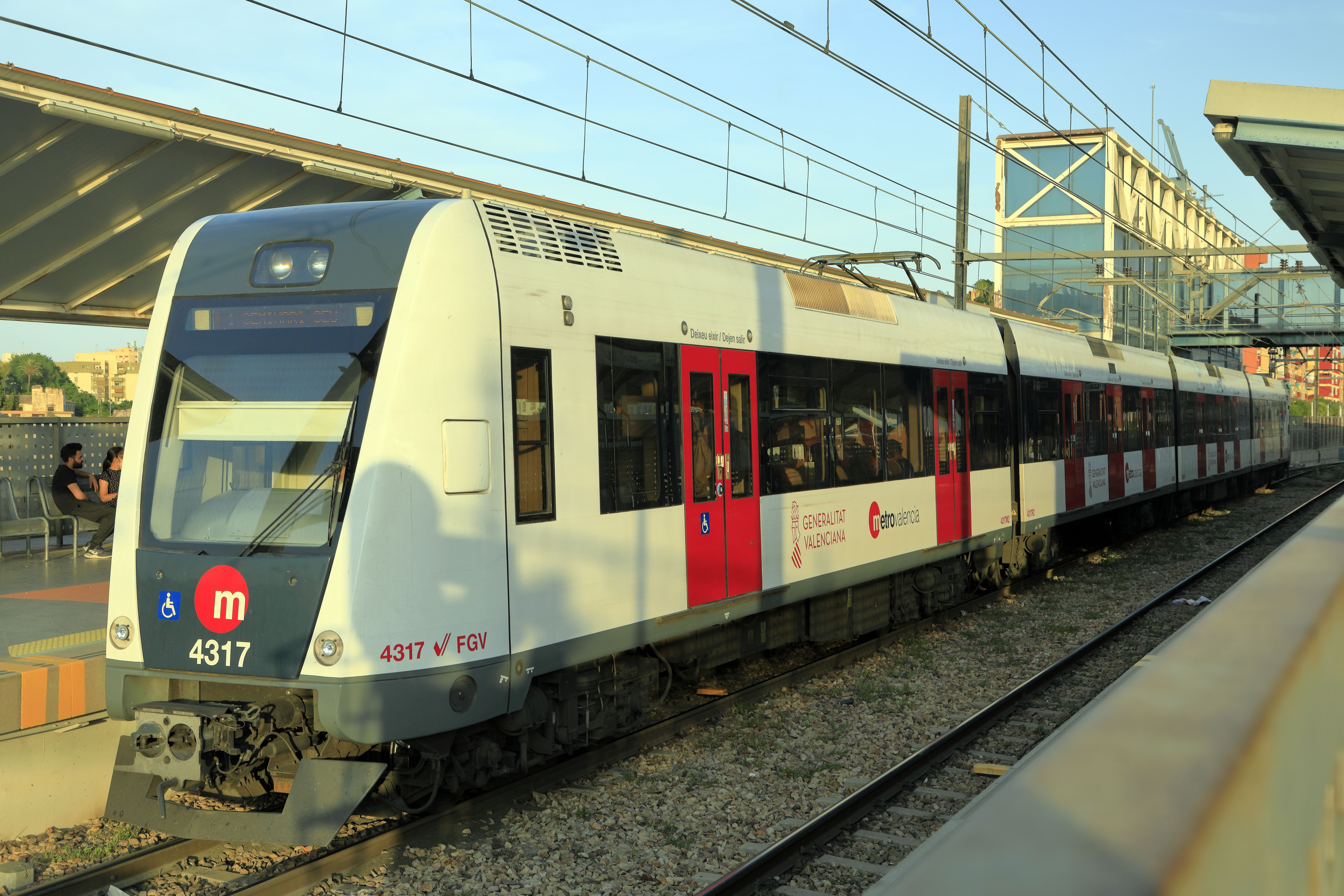
Zug 4317
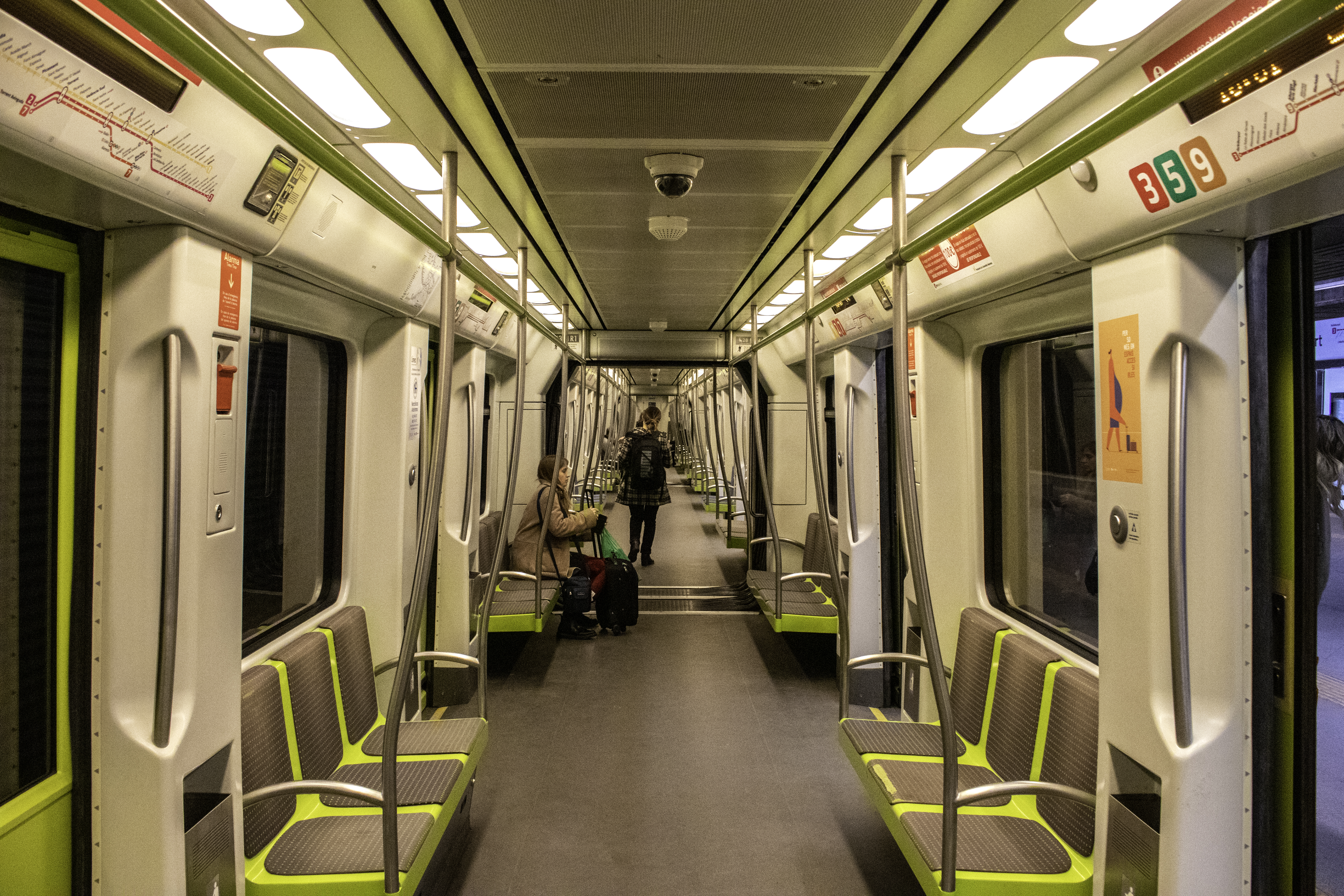
Innenansicht eines Zuges der Reihe 4300

Bedingt durch die Trennung in zwei Teilnetze mit abweichenden Maßen für Radsätze und Gleis sowie unterschiedlichen Bahnsteighöhen gibt es in Valencia getrennte Fahrzeugbestände für das Straßenbahn- sowie das Metro- und Vorortbahnnetz.
| Baureihe | Lieferung | Anzahl | Länge    | Leistung, Fahrleitungsspannung                   | Höchstgeschwindigkeit | Kapazität         | Bemerkungen                                                                               |
| -------- | --------- | ------ | -------- | ------------------------------------------------ | --------------------- | ----------------- | ----------------------------------------------------------------------------------------- |
| 3800     | ab 1994   | 24     | 23,78 m  | 4×108=432 kW, 750 V =, Drehstromasynchronmotoren | 65 km/h               | 201 (65 sitzend)  | Einrichtungswagen für das Straßenbahnnetz, Siemens/CAF/Alsthom                            |
| 4200     | 2006/2007 | 19     | 32,366 m | 420 kW, 750 V =                                  | 70 km/h               | 277               | Bombardier Flexity Outlook für das Straßenbahnnetz; 25 weitere bei der Stadtbahn Alicante |
| 4300     | ab 2007   | 42     | 60,49 m  | 1480 kW, 1,5 kV =                                | 80 km/h               | 568 (116 sitzend) | Vossloh, Vierwagenzüge für das Metro- und Vorortbahnnetz, Endwagen angetrieben            |
| 4300     |           | 20     | 75 m     | 1480 kW, 1,5 kV =                                | 80 km/h               | 750               | Vossloh, Fünfwagenzüge für das Metro- und Vorortbahnnetz, Wagen 1, 3 und 5 angetrieben    |

Quelle:
Für die im August 2022 ausgeschriebene Neubeschaffung von 16 Fahrzeugen der Baureihe 4500 (plus zwei Optionen zu je sechs Fahrzeugen) ist Stadler Rail Valencia S.A.U. der einzige Bieter. Das Angebot beläuft sich auf 109,5 Mio. € brutto (mit Optionen 191,7 Mio. €), die Lieferung soll 32 Monate nach Vertragsschluss erfolgen. Ein Teil der Fahrzeuge ist für Alicante vorgesehen.

## Zukunftsplanungen

### Tranvia de la Costa
Unter diesem Projektnamen läuft die Verbindung von der Endstation Marítim der Metrolinie 5 zur Küste mit einer Straßenbahn. Dabei verändert sich der Projektinhalt im Zeitverlauf, nach dem Bau der Linien 4, 6 und 8 ist aktuell noch eine küstennahe Verlängerung der bestehenden Straßenbahnlinie 8 ab Neptú nach Norden bis Platja les Arenes (Linien 4 und 6) in der Planung. Eine weitere Verlängerung (ab Platja Malva-rosa nach Norden bis kurz vor dem Barranc de Carraixet) ist höchstens angedacht.

### Nord-Süd-Straßenbahntunnel
Quer durch die Innenstadt soll ein neuer Straßenbahntunnel in Nord-Süd-Richtung geplant werden, der in Xàtiva am Hauptgeschäftszentrum der Stadt die existierenden Metrolinien 3/5 kreuzt. Als Zugangsstellen sind von Nord nach Süd vorgesehen: Els Serrans (im Túria-Flussbett), Carme, Mercat, Xàtiva, Estació Central, Russafa, General Urrutia und Germans Maristes eingerichtet. Eine eventuelle Anbindung der Strecke an die Straßenbahnlinie 10 war vorgesehen.
Planungen aus dem Jahr 2022 sehen stattdessen zwei neue Metrotunnel (für die Linie 7 ab Bailén bis Alameda westlich des bestehenden Tunnels mit den neuen Haltestellen Xátiva und Ajuntament, für die Linien 1 und 2 ab Pl. Expanya bis Bailén) vor. Die derzeitigen Strecken (Einführung der Linie 7 in den Tunnel der Linien 3 und 5, Verbindung Pl. Expanya bis Jesús) blieben als Betriebsgleis erhalten.

### Straßenbahnlinien 11 und 12
Ausgehend vom Startpunkt Alacant der Straßenbahnlinie 10 sollen zwei weitere Linien eingerichtet werden. Dabei behält die Linie 11 nach Ciutat Arts i Ciències-Justícia die Nordost-Richtung bei, biegt nach Osten in den Carrer de Joan Verdeguer ein (insgesamt zwei neue Haltestellen) und trifft an der Haltestelle Drassanes wieder auf die (nach Norden verlängerte) Linie 10, nimmt also insgesamt einen westlicheren und küstenferneren Verlauf als diese. Die Linie 12 biegt dagegen nach der Haltestelle Amado Granell-Montolivet nach Südwesten in die Avinguda dels Germans Maristes ab und endet am Hospital Universitari i Politècnic La Fe (insgesamt vier neue Haltestellen).

## Unfälle
Am 3. Juli 2006 entgleiste ein Metrozug der Linie 1 aufgrund überhöhter Geschwindigkeit zwischen den Stationen Plaza de España und Joaquín Sorolla-Jesús. Dabei starben 43 Menschen. 
 Auf der gleichen Linie hatte sich am 9. September 2005 ein Unfall ereignet, bei dem drei Züge beteiligt waren und 29 Menschen verletzt wurden.